# 삼성 SGH-E715
삼성 SGH-E715는 삼성전자에서 만든 클램셸 방식의 휴대 전화이다.

## 특징
이 전화기의 특징은 다음과 같다:
- 여러 사진 촬영 크기 및 품질: VGA (640 X 480), QVGA (320 X 240), QQVGA (160 X 120), 모바일 (128 X 128).
- 통합 LED 플래시
- 내장 웹 브라우저
- 여러 메시징 기능: 단문 메시지 서비스, 이메일 기반 메시지 서비스, 멀티미디어 메시지 서비스
- 구성 가능한 배경화면 및 벨소리
- 추가 게임 및 애플리케이션을 위한 자바
- 알람 시계
- 달력
- 계산기

## 출시
SGH-E715는 T-Mobile USA를 통해 판매되었으며, 유럽 주파수에서 작동하는 동일한 하드웨어를 사용했다.